# Luca Koleosho
Luca Warrick Daeovie Koleosho (ur. 15 września 2004 w Norwalk) – włoski piłkarz kanadyjskiego pochodzenia urodzony w Stanach Zjednoczonych, grający na pozycji napastnika w FC Burnley.

## Sukcesy

### Włochy U19
- Mistrzostwa Europy U-19: 2023[4]